# 西尾維新
西尾 維新（にしお いしん、男性、本名：非公開、1981年〈昭和56年〉 - ）は、日本の小説家・漫画原作者・脚本家。立命館大学政策科学部中退。

## 概要
もともと漫画好きで漫画家を志していたが、まったく絵が上達しなかったために（活字なら印刷の良し悪しに関わらないと考え）小説家を目指すようになった。投稿時代は執筆速度を売りとしており、1度のメフィスト賞に2、3作投稿していた。2002年に『クビキリサイクル 青色サヴァンと戯言遣い』で、第23回メフィスト賞を受賞しデビュー。当時20歳であったこともあり、キャッチコピーは「京都の二十歳、西尾維新」であった。同作の主人公を語り手とする「戯言シリーズ」は『このライトノベルがすごい! 2006』において1位にランクインした。
2005年から2006年にかけて発表された『化物語』は「〈物語〉シリーズ」としてシリーズ化され、アニメ化・ゲーム化など様々なメディアミックスが行われている。
『コミックファウスト』2006年8月号に掲載の『放課後、七時間目。』以降漫画原作も手がけており、2009年より、『週刊少年ジャンプ』掲載の『めだかボックス』で漫画原作者として連載デビューした。同誌での自画像は「2時40分」を指しているデジタル式腕時計。
2009年以降作家別売上ランキングトップ10に入り、2012年にはランキング1位を獲得した。

## 人物
西尾維新というペンネームは、発音記号で表記すると[niʃioiʃin]、又は訓令式ローマ字では[nisioisin]と回文になっている。大文字のローマ字で表記すると[NISIOISIN]となり、図形として点対称で読むことができる。
デビュー当時は、乙一、佐藤友哉、奈須きのこ、辻村深月ら『メフィスト』『ファウスト』の執筆陣と誌上の企画を介して交流があった。
趣味は旅行。日本全国を旅しており、「戯言シリーズ」終了時には四国八十八箇所巡礼も行った。旅行の道中での読書を好む。

## 作風
デビュー当初からの特徴として、言葉遊びや毒を交えての会話がどの作品においても大きなポジションを占める。独特なボケとツッコミに関しては、清涼院流水との対談で関西人であることが関係しているのかと聞かれた際「関西人というのは確実にあると思う」と答えている。本人は「台詞こそがキャラクター」という感覚を持ち、見た目の描写より喋る内容を重視している。また作品中には「個性を発揮させやすい」という理由から女性が多く登場し、そのことについて「女性はキャラクターとしての装飾（ファッションなど）が男性より圧倒的に多いから」と述べている。
「フリーキーなキャラクターたちが常識ではありえないフィクショナルな状況での推理を繰り広げる、いわゆる新伝綺と呼ばれるミステリーライトノベルの中間領域のような文芸センス」、「かつてのアニメやマンガなどの小ネタを縦横無尽に引用」などが作品の特徴。
自身に一番影響を与えたジャンルとして、「少年ジャンプ的なもの」と少女漫画を挙げている。漫画の中では『ジョジョの奇妙な冒険』の熱烈なファンであり、作者の荒木飛呂彦との対談が実現した際には「全人類に読んで欲しい漫画」として同作を挙げた。なお2011年には、上遠野浩平・舞城王太郎らと並びジョジョシリーズの公式ノベライズ企画「VS JOJO」へも参加している。
小説では笠井潔、森博嗣、京極夏彦、清涼院流水、上遠野浩平らに影響を受けたことを公言しており、この5人を「神のような存在」としている。綾辻行人の著作もすべて読んでおりデビューした頃は新本格ミステリーも意識していた。ライトノベル・ジュブナイル・ゲームブックの影響も大きいと語っている。
宇野常寛は「セカイ系」から「新伝綺」への移行をただひとりスムーズにこなしてしまった作家と西尾維新を評している。
「戯言シリーズ」においてはクロスオーバーやリンクを行わないという方針を公言している。これはクロスオーバーやリンクは、尊敬する上遠野が得意とする手法であったため、それとは逆のスタイルを貫こうと決めているためであるが、「人間シリーズ」に関しては、上遠野の著書における「ブギーポップシリーズ」と『ビートのディシプリン』の関係性のオマージュとして書き始めたため、例外であると答えている。現在も一定の執筆ペースを維持し複数のシリーズを同時展開するが、『混物語』までは作品間において世界観を共有する「リンク」などは行なっていなかった。『混物語』の執筆については、約15年もクロスオーバーをしないというスタイルを貫き続けてきたため、そろそろ別のパターンにもチャレンジしようと考えたと述べている。
キャラクターの名前の付け方には独特のものがある。本人は名前だけでキャラクターを定義したいと考えており、単純に珍しい名前を付けているわけではなく自身なりのルールを決めて付けているが、あえてルールを外すこともある。ネーミングに関しては「奇天烈」「極めて奇妙」と評されている。
物語執筆の際に取材を行うと、その時点で満足してしまうという理由から執筆時に取材は行わない。
藤島康介は西尾との対談で、作風について特徴があり真似しやすいということを指摘している。そのために西尾に影響を受けた作品が増えてきたと語っており、実際に影響を受けたことを公言している作家としては入間人間や河野裕、さがら総がいる。

## 西尾とライトノベル
西尾の著作は一般文芸である講談社ノベルスから発行されているが、ライトノベルとして分類されることがある。乙一は冲方丁との対談で、西尾について「広義のライトノベルに入ると思う」と述べている。『日経キャラクターズ! 2005年1月号』では「一般文芸とライトノベルの壁を越える新世代の作家」として西尾を紹介している。『西尾維新クロニクル』では「戯言シリーズ」について「ライトノベルと評価されることも多い」としている。
ライトノベルのガイドブック『このライトノベルがすごい! 2005』に掲載された2004年度版ライトノベルランキングでは「戯言シリーズ」が2位にランクインしたが、ここでは「戯言シリーズがライトノベルであるか否かは意見が分かれる」とコメントされており、またライトノベルについて「文庫こそライトノベル」「パッケージ」「キャラクターの年齢」など様々な意見があることを考慮し、同書の「ジャンル別ガイド」では「戯言シリーズ」および『きみとぼくの壊れた世界』を文庫以外の「ボーダーズ」として紹介している。翌年に発行された『このライトノベルがすごい!2006』では「戯言シリーズ」がランキング1位を獲得した。これを記念して行われたインタビューで西尾は「戯言シリーズ」について「ライトノベルかどうかは微妙」「『ライトノベルレーベルではない』という意味ではライトノベルではないが、『イラストと小説のコラボレーションがライトノベル』という意味ではライトノベルに含まれる」とコメントし、自身の作品がライトノベルと認識されることについて抵抗はないとも述べている。
西尾自身の見解としては清涼院流水、東浩紀、講談社の太田克史との対談の際に、大田と共に「小説にキャラクター性と作家の個性を持ち込んだ様式の源流」と「ライトノベルに変革を起こした」のは「（自身が影響を受けた作家の一人である）上遠野浩平がその発祥である」と述べている。

## 経歴
| 年     | 出来事 | 推定売上部数／作家別売上ランキング |
| ------ | --- | ---------------------------------- |
| 2000年 | 立命館大学入学。 |                                    |
| 2002年 | 20歳の時、『クビキリサイクル 青色サヴァンと戯言使い』（投稿時のタイトルは「並んで歩く」）で第23回メフィスト賞受賞。同作品でデビュー。その後、同作を「戯言シリーズ」の最初の作品としてシリーズ化。同シリーズ作品の『クビシメロマンチスト』、『クビツリハイスクール』、『サイコロジカル（上・下）』発売。 |                                    |
| 2003年 | 『ダブルダウン勘繰郎』、『ヒトクイマジカル』、「世界シリーズ」の『きみとぼくの壊れた世界』発売。 |                                    |
| 2004年 | 「人間シリーズ」の『零崎双識の人間試験』、『新本格魔法少女りすか』発売。『ファウスト』主催の文芸合宿に参加。『ユリイカ』の西尾維新総特集発売。 |                                    |
| 2005年 | 『ネコソギラジカル（上・中・下）』、『新本格魔法少女りすか2』、『ニンギョウがニンギョウ』発売。 |                                    |
| 2006年 | 『ザレゴトディクショナル』、『xxxHOLiCノベライズ』、『DEATH NOTEノベライズ』、『零崎軋識の人間ノック』、『化物語（上・下）』発売。『西尾維新クロニクル』発売。「戯言シリーズ」、このライトノベルがすごい!で1位にランクイン。『xxxHOLiCノベライズ』第1話、テレビアニメ『xxxHOLiC』第17話「ジショウ」としてアニメ化。                                                                                                 |                                    |
| 2007年 | 『刀語』シリーズ12ヶ月連続刊行。『新本格魔法少女りすか3』、『トリプルプレイ助悪郎』、『不気味で素朴な囲われた世界』発売。 |                                    |
| 2008年 | 『零崎曲識の人間人間』、『傷物語』、『偽物語（上）』、『きみとぼくが壊した世界』、『不気味で素朴な囲われたきみとぼくの壊れた世界』、『真庭語』発売。 |                                    |
| 2009年 | 『偽物語（下）』発売。『週刊少年ジャンプ』にて『めだかボックス』連載開始。『難民探偵』発売。西尾維新アニメプロジェクト始動。『化物語』テレビアニメ化。副音声の脚本も手がける。 | 66万4117部（8位）                  |
| 2010年 | 『零崎人識の人間関係』4冊（『匂宮出夢との関係』・『無桐伊織との関係』・『零崎双識との関係』・『戯言遣いとの関係』）、『猫物語（白）』、『猫物語（黒）』、『傾物語』発売。『刀語』テレビアニメ化。 | 121万6767部（4位）                 |
| 2011年 | 『花物語』、『囮物語』、『鬼物語』、『恋物語』、『少女不十分』、『JOJOノベライズ』発売。 | 125万7921部（2位）                 |
| 2012年 | 「伝説シリーズ」の『悲鳴伝』、『憑物語』発売。『偽物語』、『猫物語黒』、『めだかボックス』テレビアニメ化。 | 140万8319部（1位）                 |
| 2013年 | 『悲痛伝』、『悲惨伝』、『悲報伝』、『暦物語』、『終物語（上）』発売。『めだかボックス』完結。「〈物語〉シリーズ セカンドシーズン」テレビアニメ化。 | 80万3808部（6位）                  |
| 2014年 | 『りぽぐら！』、『終物語（中・下）』、『続・終物語』、『悲業伝』、「忘却探偵シリーズ」の『掟上今日子の備忘録』発売。西尾維新公式情報Twitter開始。対談集『本題』を発売。9本の短編読み切り『大斬』を執筆。『憑物語』テレビアニメ化。 | 99万7211部（1位）                  |
| 2015年 | 『悲録伝』、『掟上今日子の推薦文』、「最強シリーズ」の『人類最強の初恋』、『十二大戦』、『掟上今日子の挑戦状』、『愚物語』、『掟上今日子の遺言書』、「美少年シリーズ」の『美少年探偵団 きみだけに光かがやく暗黒星』、『悲亡伝』、『掟上今日子の退職願』、『ぺてん師と空気男と美少年』発売。『終物語（上・中）』、『終物語』としてテレビアニメ化。「忘却探偵シリーズ」、『掟上今日子の備忘録』としてテレビドラマ化。 | 85万2704部（3位）                  |
| 2016年 | 『ジャンプスクエア』にて『症年症女』連載開始。『業物語』、『屋根裏の美少年』、『人類最強の純愛』、『掟上今日子の婚姻届』、『撫物語』、『掟上今日子の家計簿』、『押絵と旅する美少年』、『パノラマ島美談』、『掟上今日子の旅行記』、『悲衛伝』発売。『傷物語』劇場アニメ化（全三部作）。『暦物語』Webアニメ化。『クビキリサイクル 青色サヴァンと戯言遣い』OVA化。                                                     | 95万9288部（2位）                  |
| 2017年 | 『結物語』、『D坂の美少年』、『人類最強のときめき』、『掟上今日子の裏表紙』、『忍物語』、『美少年椅子』、『十二大戦対十二大戦』発売。『別冊少年マガジン』にて『青春奇人伝! 240学園』連載開始。『症年症女』完結。『終物語（下）』、『十二大戦』テレビアニメ化。 |                                    |
| 2018年 | 『掟上今日子の色見本』、『悲球伝』、『悲終伝』、『緑衣の美少年』、『宵物語』、『掟上今日子の乗車券』、『美少年M』発売。『青春奇人伝! 240学園』完結。『続・終物語』アニメ化。 |                                    |
| 2019年 | 『混物語』、『余物語』、『ヴェールドマン仮説』、『美少年蜥蜴【光編】』、『美少年蜥蜴【影編】』発売。 |                                    |
| 2020年 | 『掟上今日子の設計図』、『人類最強のsweetheart』、『デリバリールーム』、『扇物語』、『人類最強のヴェネチア』、『新本格魔法少女りすか4』発売。 |                                    |
| 2021年 | 『掟上今日子の鑑札票』、『モルグ街の美少年』、『死物語（上・下）』発売。『美少年探偵団』テレビアニメ化。 |                                    |
| 2022年 | 『掟上今日子の忍法帖』、「返却怪盗シリーズ」の『怪盗フラヌールの巡回』発売。『週刊少年ジャンプ』にて『暗号学園のいろは』連載開始。 |                                    |
| 2023年 | 『キドナプキディング』、『怪人デスマーチの退転』、『戦物語』、『ウェルテルタウンでやすらかに』発売。 |                                    |
| 2024年 | 『鬼怒楯岩大吊橋ツキヌの汲めども尽きぬ随筆という題名の小説』、『短物語』、『怪傑レディ・フラヌール』発売。 |                                    |

## 作品リスト

### 小説

#### 戯言シリーズ
イラストレーションは竹。発行は全て講談社ノベルス。シリーズ3作目『クビツリハイスクール』は、講談社ノベルス創刊20周年「密室本」として刊行された。また2008年4月から2009年6月まで隔月で「西尾維新文庫」の名で講談社文庫から再刊された。2005年11月に全9巻で一度完結を迎えたが、2023年2月にシリーズ新作として『キドナプキディング』が刊行された。関連作品として「人間シリーズ」、「最強シリーズ」、『人類最強のヴェネチア』がある。
| 巻数 | タイトル                                      | 形式     | 初版発行日付   | ISBN                   |
| ---- | --------------------------------------------- | -------- | -------------- | ---------------------- |
| 1    | クビキリサイクル 青色サヴァンと戯言遣い       | ノベルス | 2002年2月5日   | ISBN 4-06-182233-0     |
| 1    | クビキリサイクル 青色サヴァンと戯言遣い       | 文庫     | 2008年4月15日  | ISBN 978-4-06-275430-9 |
| 2    | クビシメロマンチスト 人間失格・零崎人識       | ノベルス | 2002年5月8日   | ISBN 4-06-182250-0     |
| 2    | クビシメロマンチスト 人間失格・零崎人識       | 文庫     | 2008年6月13日  | ISBN 978-4-06-276077-5 |
| 3    | クビツリハイスクール 戯言遣いの弟子           | ノベルス | 2002年8月5日   | ISBN 4-06-182267-5     |
| 3    | クビツリハイスクール 戯言遣いの弟子           | 文庫     | 2008年8月12日  | ISBN 978-4-06-276133-8 |
| 4    | サイコロジカル（上） 兎吊木垓輔の戯言殺し     | ノベルス | 2002年11月5日  | ISBN 4-06-182283-7     |
| 4    | サイコロジカル（上） 兎吊木垓輔の戯言殺し     | 文庫     | 2008年10月15日 | ISBN 978-4-06-276179-6 |
| 5    | サイコロジカル（下） 曳かれ者の小唄           | ノベルス | 2002年11月5日  | ISBN 4-06-182284-5     |
| 5    | サイコロジカル（下） 曳かれ者の小唄           | 文庫     | 2008年10月15日 | ISBN 978-4-06-276212-0 |
| 6    | ヒトクイマジカル 殺戮奇術の匂宮兄妹           | ノベルス | 2003年7月5日   | ISBN 4-06-182323-X     |
| 6    | ヒトクイマジカル 殺戮奇術の匂宮兄妹           | 文庫     | 2008年12月12日 | ISBN 978-4-06-276226-7 |
| 7    | ネコソギラジカル（上） 十三階段               | ノベルス | 2005年2月5日   | ISBN 4-06-182393-0     |
| 7    | ネコソギラジカル（上） 十三階段               | 文庫     | 2009年2月15日  | ISBN 978-4-06-276283-0 |
| 8    | ネコソギラジカル（中） 赤き征裁 vs. 橙なる種  | ノベルス | 2005年6月5日   | ISBN 4-06-182399-X     |
| 8    | ネコソギラジカル（中） 赤き征裁 vs. 橙なる種  | 文庫     | 2009年4月15日  | ISBN 978-4-06-276337-0 |
| 9    | ネコソギラジカル（下） 青色サヴァンと戯言遣い | ノベルス | 2005年11月7日  | ISBN 4-06-182400-7     |
| 9    | ネコソギラジカル（下） 青色サヴァンと戯言遣い | 文庫     | 2009年6月12日  | ISBN 978-4-06-276389-9 |
| 10   | キドナプキディング 青色サヴァンと戯言遣いの娘 | ノベルス | 2023年2月5日   | ISBN 978-4-06-530234-7 |

- 『ザレゴトディクショナル 戯言シリーズ用語辞典』（講談社ノベルス、2006年6月7日、ISBN 4-06-182489-9）

約15万字の「戯言シリーズ」用語辞典。しかし実情は制作秘話と楽屋ネタが半分という感覚である。「戯言シリーズ」執筆秘話・各キャラクターの裏設定などが西尾本人によって語られている。巻末には竹による4コマ漫画『戯言一番』を掲載。袋とじになっている。

##### 人間シリーズ
「戯言シリーズ」と同一の世界を舞台とするスピンオフ作品。イラストレーションは竹。発行は講談社ノベルスおよび西尾維新文庫（講談社文庫）。『零崎双識の人間試験』は『ヒトクイマジカル』と『ネコソギラジカル』の間、以後は「戯言シリーズ」完結後に発行された。ノベルス版では『零崎双識の人間試験』以外の作品には、付録として、でっち上げトレーディングカード「零崎一賊の人間コロシアム」が付属している。
| 巻数 | タイトル                            | 形式     | 初版発行日付   | ISBN                   |
| ---- | ----------------------------------- | -------- | -------------- | ---------------------- |
| 1    | 零崎双識の人間試験                  | ノベルス | 2004年2月6日   | ISBN 4-06-182359-0     |
| 1    | 零崎双識の人間試験                  | 文庫     | 2011年12月15日 | ISBN 978-4-06-277121-4 |
| 2    | 零崎軋識の人間ノック                | ノベルス | 2006年11月7日  | ISBN 4-06-182509-7     |
| 2    | 零崎軋識の人間ノック                | 文庫     | 2012年5月15日  | ISBN 978-4-06-277206-8 |
| 3    | 零崎曲識の人間人間                  | ノベルス | 2008年3月6日   | ISBN 978-4-06-182582-6 |
| 3    | 零崎曲識の人間人間                  | 文庫     | 2012年11月15日 | ISBN 978-4-06-277372-0 |
| 4    | 零崎人識の人間関係 匂宮出夢との関係 | ノベルス | 2010年3月25日  | ISBN 978-4-06-182582-6 |
| 4    | 零崎人識の人間関係 匂宮出夢との関係 | 文庫     | 2014年10月15日 | ISBN 978-4-06-277930-2 |
| 4    | 零崎人識の人間関係 無桐伊織との関係 | ノベルス | 2010年3月25日  | ISBN 978-4-06-182680-9 |
| 4    | 零崎人識の人間関係 無桐伊織との関係 | 文庫     | 2014年10月15日 | ISBN 978-4-06-277937-1 |
| 4    | 零崎人識の人間関係 零崎双識との関係 | ノベルス | 2010年3月25日  | ISBN 978-4-06-182681-6 |
| 4    | 零崎人識の人間関係 零崎双識との関係 | 文庫     | 2014年10月15日 | ISBN 978-4-06-277934-0 |
| 4    | 零崎人識の人間関係 戯言遣いとの関係 | ノベルス | 2010年3月25日  | ISBN 978-4-06-182682-3 |
| 4    | 零崎人識の人間関係 戯言遣いとの関係 | 文庫     | 2014年10月15日 | ISBN 978-4-06-277938-8 |

##### 最強シリーズ
文芸誌『メフィスト』で連載。「戯言シリーズ」と同一の世界を舞台とするスピンオフ作品。イラストレーションは竹。発行は講談社ノベルスおよび講談社文庫。単行本には以前『メフィスト』で連載していた「哀川潤の失敗」を併録している。同じく哀川潤を主役とした『人類最強のヴェネチア』が刊行されているが、最強シリーズは『人類最強のsweetheart』で完結とされている。
| 巻数 | タイトル             | 形式     | 初版発行日付  | ISBN                   |
| ---- | -------------------- | -------- | ------------- | ---------------------- |
| 1    | 人類最強の初恋       | ノベルス | 2015年4月22日 | ISBN 978-4-06-299040-0 |
| 1    | 人類最強の初恋       | 文庫     | 2020年5月15日 | ISBN 978-4-06-519716-5 |
| 2    | 人類最強の純愛       | ノベルス | 2016年5月6日  | ISBN 978-4-06-299074-5 |
| 2    | 人類最強の純愛       | 文庫     | 2021年2月16日 | ISBN 978-4-06-522419-9 |
| 3    | 人類最強のときめき   | ノベルス | 2017年4月19日 | ISBN 978-4-06-299093-6 |
| 3    | 人類最強のときめき   | 文庫     | 2022年2月15日 | ISBN 978-4-06-526649-6 |
| 4    | 人類最強のsweetheart | ノベルス | 2020年5月7日  | ISBN 978-4-06-519765-3 |
| 4    | 人類最強のsweetheart | 文庫     | 2022年8月10日 | ISBN 978-4-06-528924-2 |

##### その他
- 『人類最強のヴェネチア』（講談社、2020年11月9日、ISBN 978-4-06-521559-3）

#### JDCトリビュート
清涼院流水の作品に登場するJDC（日本探偵クラブ）の設定を借りて小説を書く企画「JDC TRIBUTE」の作品の1つ。一冊で独立しており、「JDCシリーズ」を読まなくても問題なく読むことができる。他に舞城王太郎などもこの企画に参加した。
- 『ダブルダウン勘繰郎』（講談社ノベルス、2003年3月5日、ISBN 4-06-182305-1）

イラストレーションはジョージ朝倉。
- 『トリプルプレイ助悪郎』（講談社ノベルス、2007年8月6日、ISBN 978-4-06-182538-3）

『月刊少年シリウス』に連載された。イラストレーションは単行本ではのがるわこ。『シリウス』掲載時は鶯。
- 『ダブルダウン勘繰郎 トリプルプレイ助悪郎』（西尾維新文庫〈講談社文庫〉、2010年1月15日、ISBN 978-4-06-276491-9）

上記2冊を1冊にまとめた文庫。

#### 世界シリーズ
ノベルス版のイラストレーションはTAGRO。ノベルス（講談社ノベルス）とハードカバー（講談社BOXピース）で刊行。
| 巻数 | タイトル                                     | 形式         | 初版発行日付  | ISBN                   |
| ---- | -------------------------------------------- | ------------ | ------------- | ---------------------- |
| 1    | きみとぼくの壊れた世界                       | ノベルス     | 2003年11月5日 | ISBN 4-06-182342-6     |
| 1    | きみとぼくの壊れた世界                       | ハードカバー | 2007年10月9日 | ISBN 978-4-06-214331-8 |
| 2    | 不気味で素朴な囲われた世界                   | ノベルス     | 2007年10月9日 | ISBN 978-4-06-182557-4 |
| 2    | 不気味で素朴な囲われた世界                   | ハードカバー | 2007年10月9日 | ISBN 978-4-06-214332-5 |
| 3    | きみとぼくが壊した世界                       | ノベルス     | 2008年7月7日  | ISBN 978-4-06-182600-7 |
| 4    | 不気味で素朴な囲われたきみとぼくの壊れた世界 | ノベルス     | 2008年12月4日 | ISBN 978-4-06-182626-7 |

#### りすかシリーズ
文芸誌『ファウスト』および『メフィスト』で連載された。イラストレーションは西村キヌ。発行は講談社ノベルスおよび講談社文庫。
| 巻数 | タイトル              | 形式     | 初版発行日付   | ISBN                   |
| ---- | --------------------- | -------- | -------------- | ---------------------- |
| 1    | 新本格魔法少女りすか  | ノベルス | 2004年7月17日  | ISBN 4-06-182381-7     |
| 1    | 新本格魔法少女りすか  | 文庫     | 2020年4月15日  | ISBN 978-4-06-518649-7 |
| 2    | 新本格魔法少女りすか2 | ノベルス | 2005年3月6日   | ISBN 4-06-182432-5     |
| 2    | 新本格魔法少女りすか2 | 文庫     | 2020年8月12日  | ISBN 978-4-06-520411-5 |
| 3    | 新本格魔法少女りすか3 | ノベルス | 2007年3月22日  | ISBN 978-4-06-182521-5 |
| 3    | 新本格魔法少女りすか3 | 文庫     | 2020年12月15日 | ISBN 978-4-06-521643-9 |
| 4    | 新本格魔法少女りすか4 | ノベルス | 2020年12月9日  | ISBN 978-4-06-521560-9 |
| 4    | 新本格魔法少女りすか4 | 文庫     | 2022年12月15日 | ISBN 978-4-06-529616-5 |

#### 〈物語〉シリーズ
イラストレーションは小説本編はVOFAN、アニメ関連の書籍は渡辺明夫。発行は講談社BOX。
| 巻数 | タイトル     | 初版発行日付   | ISBN                   |
| ---- | ------------ | -------------- | ---------------------- |
| 1    | 化物語（上） | 2006年11月1日  | ISBN 978-4-06-283602-9 |
| 2    | 化物語（下） | 2006年12月1日  | ISBN 978-4-06-283607-4 |
| 3    | 傷物語       | 2008年5月7日   | ISBN 978-4-06-283663-0 |
| 4    | 偽物語（上） | 2008年9月1日   | ISBN 978-4-06-283679-1 |
| 5    | 偽物語（下） | 2009年6月10日  | ISBN 978-4-06-283702-6 |
| 6    | 猫物語（黒） | 2010年7月28日  | ISBN 978-4-06-283748-4 |
| 7    | 猫物語（白） | 2010年10月27日 | ISBN 978-4-06-283758-3 |
| 8    | 傾物語       | 2010年12月24日 | ISBN 978-4-06-283767-5 |
| 9    | 花物語       | 2011年3月31日  | ISBN 978-4-06-283771-2 |
| 10   | 囮物語       | 2011年6月28日  | ISBN 978-4-06-283776-7 |
| 11   | 鬼物語       | 2011年9月28日  | ISBN 978-4-06-283781-1 |
| 12   | 恋物語       | 2011年12月20日 | ISBN 978-4-06-283792-7 |
| 13   | 憑物語       | 2012年9月26日  | ISBN 978-4-06-283812-2 |
| 14   | 暦物語       | 2013年5月20日  | ISBN 978-4-06-283837-5 |
| 15   | 終物語（上） | 2013年10月21日 | ISBN 978-4-06-283857-3 |
| 16   | 終物語（中） | 2014年1月29日  | ISBN 978-4-06-283861-0 |
| 17   | 終物語（下） | 2014年4月1日   | ISBN 978-4-06-283868-9 |
| 18   | 続・終物語   | 2014年9月19日  | ISBN 978-4-06-283878-8 |
| 19   | 愚物語       | 2015年10月5日  | ISBN 978-4-06-283889-4 |
| 20   | 業物語       | 2016年1月15日  | ISBN 978-4-06-283892-4 |
| 21   | 撫物語       | 2016年7月27日  | ISBN 978-4-06-283898-6 |
| 22   | 結物語       | 2017年1月12日  | ISBN 978-4-06-283900-6 |
| 23   | 忍物語       | 2017年7月20日  | ISBN 978-4-06-283902-0 |
| 24   | 宵物語       | 2018年6月14日  | ISBN 978-4-06-511992-1 |
| 25   | 余物語       | 2019年4月15日  | ISBN 978-4-06-515225-6 |
| 26   | 扇物語       | 2020年10月28日 | ISBN 978-4-06-521158-8 |
| 27   | 死物語（上） | 2021年8月19日  | ISBN 978-4-06-524454-8 |
| 28   | 死物語（下） | 2021年8月19日  | ISBN 978-4-06-524455-5 |
| 29   | 戦物語       | 2023年5月17日  | ISBN 978-4-06-531262-9 |

- 『佰物語』（2009年8月4日、ISBN 978-4-06-215369-0）

西尾維新脚本によるドラマCD。イラストレーションは渡辺明夫。
- 『アニメ『化物語』副音声副読本 上』（2012年4月24日、ISBN 978-4-06-283799-6）

アニメ『化物語』のDVD＆Blu-rayに収録された副音声の脚本集。第1話 - 第7話（「ひたぎクラブ」「まよいマイマイ」「するがモンキー」）を収録。
- 『アニメ『化物語』副音声副読本 下』（2012年6月19日、ISBN 978-4-06-283806-1）

アニメ『化物語』のDVD＆Blu-rayに収録された副音声の脚本集。第8話 - 第15話（「なでこスネイク」「つばさキャット」）を収録。
- 『化物語アニメコンプリートガイドブック』（2010年10月28日、ISBN 978-4-06-216226-5）

書き下ろし短々編「ひたぎブッフェ」「まよいルーム」「するがコート」「なでこプール」「つばさソング」を収録。
- 『偽物語アニメコンプリートガイドブック』（2012年9月27日、ISBN 978-4-06-217932-4）

書き下ろし短々編「ひたぎネック」「かれんアームレッグ」「つきひエターナル」「しのぶハウス」を収録。
- 『化物語入門編（2013年9月13日、ISBN 978-4-06-218659-9）

再録作「ひたぎクラブ」「こよみフラワー」、書き下ろし作「ひたぎコイン」収録。
- 『副物語（上） アニメ偽物語&猫物語（黒）副音声副読本』（2015年8月11日、ISBN 978-4-06-219697-0）
- 『副物語（下） アニメ偽物語&猫物語（黒）副音声副読本』（2015年9月17日、ISBN 978-4-06-219744-1）
- 『傷物語 涜葬版（2015年12月22日、ISBN 978-4-06-219948-3）

『傷物語』の特装版。
- 『混物語』（2019年2月6日、ISBN 978-4-06-513292-0)

〈物語〉シリーズと他シリーズのクロスオーバー短編集。イラストレーションは渡辺明夫。
- 『短物語』（2024年9月11日、ISBN 978-4-06-536177-1)

書き下ろし「よつぎスノードーム」「おうぎロードムービー」「そだちペナルティ」「しのぶトゥナイト」を含む短々編39編を収録。

#### 刀シリーズ
講談社BOXより2007年1月から大河ノベルと称し12か月連続刊行。イラストレーションは竹。
| 巻数 | タイトル                                   | 初版発行日付  | ISBN                   |
| ---- | ------------------------------------------ | ------------- | ---------------------- |
| 1    | 刀語 第一話 絶刀・鉋（ゼットウ・カンナ）   | 2007年1月9日  | ISBN 978-4-06-283611-1 |
| 2    | 刀語 第二話 斬刀・鈍（ザントウ・ナマクラ） | 2007年2月1日  | ISBN 978-4-06-283604-3 |
| 3    | 刀語 第三話 千刀・鎩（セントウ・ツルギ）   | 2007年3月1日  | ISBN 978-4-06-283619-7 |
| 4    | 刀語 第四話 薄刀・針（ハクトウ・ハリ）     | 2007年4月2日  | ISBN 978-4-06-283623-4 |
| 5    | 刀語 第五話 賊刀・鎧（ゾクトウ・ヨロイ）   | 2007年5月8日  | ISBN 978-4-06-283628-9 |
| 6    | 刀語 第六話 双刀・鎚（ソウトウ・カナヅチ） | 2007年6月5日  | ISBN 978-4-06-283631-9 |
| 7    | 刀語 第七話 悪刀・鐚（アクトウ・ビタ）     | 2007年7月2日  | ISBN 978-4-06-283634-0 |
| 8    | 刀語 第八話 微刀・釵（ビトウ・カンザシ）   | 2007年8月1日  | ISBN 978-4-06-283636-4 |
| 9    | 刀語 第九話 王刀・鋸（オウトウ・ノコギリ） | 2007年9月3日  | ISBN 978-4-06-283639-5 |
| 10   | 刀語 第十話 誠刀・銓（セイトウ・ハカリ）   | 2007年10月1日 | ISBN 978-4-06-283643-2 |
| 11   | 刀語 第十一話 毒刀・鍍（ドクトウ・メッキ） | 2007年11月2日 | ISBN 978-4-06-283648-7 |
| 12   | 刀語 第十二話 炎刀・銃（エントウ・ジュウ） | 2007年12月4日 | ISBN 978-4-06-283652-4 |

- 『不問語』（2010年1月21日、ISBN 978-4-06-283734-7）

『刀語』のアニメ化を記念して発売された西尾維新脚本によるドラマCD。
- 『竹画集 刀語絵巻』（2009年1月15日、ISBN 978-4-06-214672-2）

竹の画集。西尾維新書き下ろしの短編が収録されている。

##### 刀語外伝
『刀語』のサブキャラクター「真庭忍軍」の初代頭領にスポットを当てた関連作品。西尾曰く「特に『刀語』を未読でも構わない作りとなっております」とのこと。
- 『真庭語 初代真庭蝙蝠 初代真庭喰鮫 初代真庭蝶々 初代真庭白鷺』（2008年12月1日、ISBN 978-4-06-283687-6）

#### 伝説シリーズ
講談社ノベルスおよび講談社文庫から発行。「西尾維新史上、最長巨編」がキャッチコピー。ノベルス版のイラストレーションは碧風羽（『悲終伝』のみ）、文庫版の装画はMON。
| 巻数 | タイトル | 形式     | 初版発行日付   | ISBN                   |
| ---- | -------- | -------- | -------------- | ---------------------- |
| 1    | 悲鳴伝   | ノベルス | 2012年4月25日  | ISBN 978-4-06-182829-2 |
| 1    | 悲鳴伝   | 文庫     | 2022年10月14日 | ISBN 978-4-06-529422-2 |
| 2    | 悲痛伝   | ノベルス | 2013年2月28日  | ISBN 978-4-06-182855-1 |
| 2    | 悲痛伝   | 文庫     | 2022年11月15日 | ISBN 978-4-06-529606-6 |
| 3    | 悲惨伝   | ノベルス | 2013年6月26日  | ISBN 978-4-06-182879-7 |
| 3    | 悲惨伝   | 文庫     | 2023年2月15日  | ISBN 978-4-06-529617-2 |
| 4    | 悲報伝   | ノベルス | 2013年11月25日 | ISBN 978-4-06-182888-9 |
| 4    | 悲報伝   | 文庫     | 2023年5月16日  | ISBN 978-4-06-529630-1 |
| 5    | 悲業伝   | ノベルス | 2014年7月2日   | ISBN 978-4-06-299017-2 |
| 5    | 悲業伝   | 文庫     | 2023年8月10日  | ISBN 978-4-06-529844-2 |
| 6    | 悲録伝   | ノベルス | 2015年2月26日  | ISBN 978-4-06-299044-8 |
| 6    | 悲録伝   | 文庫     | 2023年11月15日 | ISBN 978-4-06-533527-7 |
| 7    | 悲亡伝   | ノベルス | 2015年11月26日 | ISBN 978-4-06-299061-5 |
| 7    | 悲亡伝   | 文庫     | 2024年2月15日  | ISBN 978-4-06-529845-9 |
| 8    | 悲衛伝   | ノベルス | 2016年12月27日 | ISBN 978-4-06-299089-9 |
| 8    | 悲衛伝   | 文庫     | 2024年5月15日  | ISBN 978-4-06-529846-6 |
| 9    | 悲球伝   | ノベルス | 2018年2月26日  | ISBN 978-4-06-299113-1 |
| 9    | 悲球伝   | 文庫     | 2024年8月9日   | ISBN 978-4-06-529847-3 |
| 10   | 悲終伝   | ノベルス | 2018年3月26日  | ISBN 978-4-06-299119-3 |
| 10   | 悲終伝   | 文庫     | 2024年11月15日 | ISBN 978-4-06-529848-0 |

#### 忘却探偵シリーズ
講談社BOX版のイラストレーションはVOFAN。講談社BOXおよび講談社文庫から発行。
| 巻数 | タイトル           | 形式   | 初版発行日付   | ISBN                   |
| ---- | ------------------ | ------ | -------------- | ---------------------- |
| 1    | 掟上今日子の備忘録 | 四六判 | 2014年10月14日 | ISBN 978-4-06-219202-6 |
| 1    | 掟上今日子の備忘録 | 文庫   | 2018年7月13日  | ISBN 978-4-06-512163-4 |
| 2    | 掟上今日子の推薦文 | 四六判 | 2015年4月23日  | ISBN 978-4-06-219450-1 |
| 2    | 掟上今日子の推薦文 | 文庫   | 2019年1月16日  | ISBN 978-4-06-514312-4 |
| 3    | 掟上今日子の挑戦状 | 四六判 | 2015年8月19日  | ISBN 978-4-06-219712-0 |
| 3    | 掟上今日子の挑戦状 | 文庫   | 2019年7月12日  | ISBN 978-4-06-516534-8 |
| 4    | 掟上今日子の遺言書 | 四六判 | 2015年10月7日  | ISBN 978-4-06-219784-7 |
| 4    | 掟上今日子の遺言書 | 文庫   | 2020年1月15日  | ISBN 978-4-06-518379-3 |
| 5    | 掟上今日子の退職願 | 四六判 | 2015年12月17日 | ISBN 978-4-06-219906-3 |
| 5    | 掟上今日子の退職願 | 文庫   | 2020年6月11日  | ISBN 978-4-06-519737-0 |
| 6    | 掟上今日子の婚姻届 | 四六判 | 2016年5月18日  | ISBN 978-4-06-220071-4 |
| 6    | 掟上今日子の婚姻届 | 文庫   | 2021年4月15日  | ISBN 978-4-06-523073-2 |
| 7    | 掟上今日子の家計簿 | 四六判 | 2016年8月22日  | ISBN 978-4-06-220270-1 |
| 7    | 掟上今日子の家計簿 | 文庫   | 2022年4月15日  | ISBN 978-4-06-527652-5 |
| 8    | 掟上今日子の旅行記 | 四六判 | 2016年11月16日 | ISBN 978-4-06-220376-0 |
| 8    | 掟上今日子の旅行記 | 文庫   | 2023年3月15日  | ISBN 978-4-06-530633-8 |
| 9    | 掟上今日子の裏表紙 | 四六判 | 2017年5月23日  | ISBN 978-4-06-220576-4 |
| 9    | 掟上今日子の裏表紙 | 文庫   | 2024年4月12日  | ISBN 978-4-06-535338-7 |
| 10   | 掟上今日子の色見本 | 四六判 | 2018年1月17日  | ISBN 978-4-06-220875-8 |
| 10   | 掟上今日子の色見本 | 文庫   | 2025年4月15日  | ISBN 978-4-06-539184-6 |
| 11   | 掟上今日子の乗車券 | 四六判 | 2018年10月3日  | ISBN 978-4-06-513204-3 |
| 12   | 掟上今日子の設計図 | 四六判 | 2020年3月16日  | ISBN 978-4-06-518990-0 |
| 13   | 掟上今日子の鑑札票 | 四六判 | 2021年4月22日  | ISBN 978-4-06-522792-3 |
| 14   | 掟上今日子の忍法帖 | 四六判 | 2022年6月8日   | ISBN 978-4-06-527703-4 |
| 15   | 掟上今日子の保険証 | 四六判 | 2025年4月16日  | ISBN 978-4-06-539105-1 |

#### 美少年シリーズ
イラストレーションはキナコ。講談社タイガから発行。
| 巻数 | タイトル                                | 初版発行日付   | ISBN                   |
| ---- | --------------------------------------- | -------------- | ---------------------- |
| 1    | 美少年探偵団 きみだけに光かがやく暗黒星 | 2015年10月20日 | ISBN 978-4-06-294001-6 |
| 2    | ぺてん師と空気男と美少年                | 2015年12月18日 | ISBN 978-4-06-294011-5 |
| 3    | 屋根裏の美少年                          | 2016年3月18日  | ISBN 978-4-06-294023-8 |
| 4    | 押絵と旅する美少年                      | 2016年9月20日  | ISBN 978-4-06-294047-4 |
| 5    | パノラマ島美談                          | 2016年10月18日 | ISBN 978-4-06-294049-8 |
| 6    | D坂の美少年                             | 2017年3月22日  | ISBN 978-4-06-294065-8 |
| 7    | 美少年椅子                              | 2017年10月20日 | ISBN 978-4-06-294095-5 |
| 8    | 緑衣の美少年                            | 2018年5月23日  | ISBN 978-4-06-294122-8 |
| 9    | 美少年M                                 | 2018年10月24日 | ISBN 978-4-06-513306-4 |
| 10   | 美少年蜥蜴【光編】                      | 2019年11月22日 | ISBN 978-4-06-517422-7 |
| 11   | 美少年蜥蜴【影編】                      | 2019年12月20日 | ISBN 978-4-06-518009-9 |
| 12   | モルグ街の美少年                        | 2021年5月14日  | ISBN 978-4-06-523389-4 |

#### 返却怪盗シリーズ
イラストレーションはTAKOLEGS。
| 巻数 | タイトル               | 形式     | 初版発行日付   | ISBN                   |
| ---- | ---------------------- | -------- | -------------- | ---------------------- |
| 1    | 怪盗フラヌールの巡回   | 四六変型 | 2022年09月07日 | ISBN 978-4-06-529210-5 |
| 2    | 怪人デスマーチの退転   | 四六変型 | 2023年03月29日 | ISBN 978-4-06-530630-7 |
| 3    | 怪傑レディ・フラヌール | 四六変型 | 2024年10月17日 | ISBN 978-4-06-534637-2 |

#### ノベライズ作品

##### 他作家の著作のノベライズ作品
- 『xxxHOLiC アナザーホリック ランドルト環エアロゾル』（講談社、2006年8月1日、ISBN 4-06-213509-4）

『週刊ヤングマガジン』連載の漫画「xxxHOLiC」の小説作品。イラストは原作者のCLAMPが手がけている。全3話構成（アウターホリック・アンダーホリック・アフターホリック）であり、第1話は6月発売の『コミックファウスト』にて掲載され、またアニメ版17話「ジショウ」として放送された。
- 『DEATH NOTE アナザーノート ロサンゼルスBB連続殺人事件』（集英社、2006年8月1日、ISBN 4-08-780439-9）

『週刊少年ジャンプ』連載の漫画「DEATH NOTE」の小説作品。イラストは原作作画担当の小畑健。同作の登場人物・L、南空ナオミをメインとした作品。
- 『JOJO'S BIZARRE ADVENTURE OVER HEAVEN』（集英社、2011年12月16日、ISBN 978-4-08-780630-4）

漫画『ジョジョの奇妙な冒険』連載25周年記念のノベライゼーション企画「VS JOJO」の第二弾として刊行。イラストは原作者の荒木飛呂彦。DIOを主人公とする作品。

##### 自身の漫画原作のノベライズ作品
めだかボックス
- 『小説版 めだかボックス（上） 久々原滅私の腑抜けた君臨または啝ノ浦さなぎの足蹴による投票』（ジャンプ ジェイ ブックス、2012年5月2日、ISBN 978-4-08-703261-1）
- 『小説版 めだかボックス（下） 杁理知戯のおしとやかな面従または椋枝閾の杯盤狼藉マニフェスト』（ジャンプ ジェイ ブックス、2012年6月4日、ISBN 978-4-08-703264-2）
- 『めだかボックス外伝 グッドルーザー球磨川 小説版（上）水槽に蠢く脳だらけ』（ジャンプ ジェイ ブックス、2012年10月10日、ISBN 978-4-08-703278-9）
- 『めだかボックス外伝 グッドルーザー球磨川 小説版（下）水槽管理のツークツワンク』（ジャンプ ジェイ ブックス、2012年11月19日、ISBN 978-4-08-703280-2）
- 『めだかボックス ジュブナイル 小説版』（ジャンプ ジェイ ブックス、2013年10月4日、ISBN 978-4-08-703300-7）

ドラマCD『めだかボックス ジュブナイル』に加筆修正し単行本化。
大斬
- 『十二大戦』（集英社、2015年5月19日、ISBN 978-4-08-780755-4 / JUMP j BOOKS、2017年10月4日、ISBN 978-4-08-703432-5）

『大斬』収録の「どうしても叶えたいたったひとつの願いと割とそうでもない99の願い」の前日譚。
- 『十二大戦対十二大戦』（集英社、2017年12月12日、ISBN 978-4-08-703440-0）

#### ノンシリーズ小説
- 『ニンギョウがニンギョウ』（講談社ノベルス、2005年9月6日、ISBN 4-06-182453-8）

講談社ノベルス史上初の箱入りで尚且つ活版印刷という仕様。『メフィスト』掲載3作に書き下ろしを加え単行本化。
- 『難民探偵』（書き下ろし100冊、2009年12月10日、ISBN 978-4-06-215941-8 / 西尾維新文庫〈講談社文庫〉、2015年7月15日、ISBN 978-4-06-293147-2）
- 『少女不十分』（講談社ノベルス、2011年9月6日、ISBN 978-4-06-182800-1 / 西尾維新文庫〈講談社文庫〉、2015年11月13日、ISBN 978-4-06-293246-2）

イラストレーションは碧風羽。
- 『りぽぐら！』（講談社ノベルス、2014年1月6日、ISBN 978-4-06-182897-1 / 講談社文庫、2022年6月15日、ISBN 978-4-06-528242-7）

講談社ノベルス版のイラストレーションは伊藤潤二、久米田康治、雲田はるこ、倉花千夏、重野なおき、たえ、田中相、丹地陽子、中村明日美子、PEACH-PIT、pomodorosa、真島ヒロ、松本一佐、ミノ☆タロー、吉田ヨシツギ。
講談社文庫版には掌編「地球にスペースはない」を追加収録。
- 『ヴェールドマン仮説』（講談社、2019年7月31日、ISBN 978-4-06-516494-5）

イラストレーションは米山舞。
- 『デリバリールーム』（講談社、2020年9月30日、ISBN 978-4-06-520241-8）

イラストレーションはさめほし。
- 『ウェルテルタウンでやすらかに』（講談社、2023年7月26日、ISBN 978-4-06-530631-4）

イラストレーションは浮雲宇一。
Audibleにてオーディオブックとして先行配信。
- 『鬼怒楯岩大吊橋ツキヌの汲めども尽きぬ随筆という題名の小説』（講談社、2024年4月17日、ISBN 978-4-06-535659-3）

イラストレーションはヒグチユウコ。
『群像』2023年10月号掲載作に改稿を加え単行本化。

#### 単行本未収録作品（小説）
なこと写本シリーズ
- 『させられ現象』（『ユリイカ』、イラスト：山口晃、2004年9月増刊号〈青土社〉）
- 『ある果実』（ファンブック『西尾維新クロニクル』、イラスト：日本橋ヨヲコ、2006年6月）
- 『栄光の仕様』（「戯言シリーズコンプリートBOX」内豆本に収録、2006年9月）
- 『ヨウ素の皮肉』（KOBO CAFE限定特別小冊子〈講談社〉、2008年6月）
- 『〆に最初』（アニメ化物語オフィシャルガイドブック、2009年6月）
- 『とうとうの少々』（フリーペーパー「新本格魔法少女完結記念パーフェクトBOOK」）

蹴語（シュウガタリ） - イラスト：赤衣丸歩郎
- 『SIDE-A』（『パンドラ』Vol.2 SIDE-A）
- 『SIDE-B』（『パンドラ』Vol.2 SIDE-B）
- 『NO-SIDE』（『パンドラ』Vol.3）
- 『ONE-SIDE』（『パンドラ』Vol.4）

刀シリーズ
- 『刀語余話』（『大河饅頭 十二箇所巡』付属のリーフレット）

物語シリーズ

ぼくの世界
- 『第いち問「日替わり席替え問題」』（『メフィスト』2009 Vol.2）
- 『第に問「しーちゃんお財布盗難事件」』（『メフィスト』2009 Vol.3）

探偵都市伝説
- 『第一回「探偵取締法」』（『メフィスト』2011 Vol.3）
- 『第二回「探偵就職活動」』（『メフィスト』2012 Vol.1）
- 『第三回「探偵小説不指南」』（『メフィスト』2012 Vol.2）

夏休みの破壊工作
- 『第一回』（『メフィスト』2016 Vol.2）

忘却探偵シリーズ
- 『掟上今日子の撮影会』（『メフィスト』2018 Vol.2）
- 『掟上今日子の茶話会』（『メフィスト』2018 Vol.3）
- 『掟上今日子の運動会』（『メフィスト』2019 Vol.1）
- 『掟上今日子のお泊り会』（『メフィスト』2019 Vol.2）
- 『掟上今日子の座談会』（『メフィスト』2019 Vol.3）
- 『掟上今日子のSTAY HOLMES』（文芸ニュースサイト「TREE」連載企画 Day to Day / 『Day to Day』講談社、2021年3月25日、ISBN 978-4-06-521842-6）
- 『掟上今日子の機械文明』（『『掟上今日子の鑑札票』刊行記念フリーペーパー』）

十二大戦
- 『『十二大戦対十二大戦』予告編 大戦前夜』（『ジャンプSQ.』2017年11月号特典小冊子、漫画『十二大戦』4巻)

他作家の著作の小説作品
- 『真理と試練』（『少女ファイト』7巻特装版特典「少年ファイト」、イラスト：堺田町蔵）
『少女ファイト』の小説作品。
- 『りぽぐらの忍び』（『ヤングアニマル』2014 No.15、『信長の忍び』8巻）
『信長の忍び』の小説作品。
- 『絵心の心得』（『アルスラーン戦記』、テレビアニメ第15話エンドカード）
『アルスラーン戦記』の小説作品。

その他
- 『明けない夜とさめない夢』（同人誌『タンデムローターの方法論』、2002年11月3日に行われた文学フリマ第1回にて発売）
- 『携帯リスナー』（『ファウスト』Vol.4、「上京」をテーマに競作）
- 『誰にも続かない』（『ファウスト』Vol.4、乙一・北山猛邦・佐藤友哉・滝本竜彦とのリレー小説、2004年冬）
- 『そっくり』（『妖怪変化 京極堂トリビュート』2007年12月13日、ISBN 978-4-06-214475-9）
京極夏彦の百鬼夜行シリーズを題材にしたトリビュート。
- 『漫画家孵化脳』（『漫画BOX AMASIA』2010年7月13日、ISBN 978-4-06-364826-3）
- 『人間語 第24014回』（『西尾維新通信』）
- 『人外語 第24014回』（『西尾維新通信vol.2』）
- 『ゲジュタルト増築』（『メフィスト』2013 Vol.3）
- 『断片小説』（西尾維新オフィシャルサイト）
西尾の著作から一部を抜粋した「セルフリミックス」作品。
- 『Street for you』（文芸ニュースサイト「TREE」連載企画 Story for you / 『Story for you』講談社、2021年3月25日、ISBN 978-4-06-522796-1）
- 『不来方百舌鳥の殺人まんがゼミナール』（『小説現代』2022年10月号）
- 『生まれる前から倦まれてた』（メフィストリーダーズクラブ有料会員限定コンテンツ MRCショートショート / 『嘘をついたのは、初めてだった』講談社、2023年11月15日、ISBN 978-4-06-531203-2）

### 漫画原作

#### めだかボックス
作画は暁月あきらが担当。『週刊少年ジャンプ』（集英社）2009年24号 - 2013年22・23合併号、全22巻
| 巻数 | 副題                               | 初版発行日付   | ISBN                   |
| ---- | ---------------------------------- | -------------- | ---------------------- |
| 1    | 生徒会を執行する                   | 2009年10月7日  | ISBN 978-4-08-874776-7 |
| 2    | わかってもらおーなんて思ってないよ | 2009年12月9日  | ISBN 978-4-08-874778-1 |
| 3    | 私は生徒会長だぞ                   | 2010年2月9日   | ISBN 978-4-08-874799-6 |
| 4    | 妹・妹・妹だ!                      | 2010年4月7日   | ISBN 978-4-08-870026-7 |
| 5    | 普通に格好いい                     | 2010年7月7日   | ISBN 978-4-08-870076-2 |
| 6    | お前は何のために生まれてきた?      | 2010年9月8日   | ISBN 978-4-08-870106-6 |
| 7    | これがフラスコ計画だ               | 2010年11月9日  | ISBN 978-4-08-870129-5 |
| 8    | 好きだぜ                           | 2010年12月31日 | ISBN 978-4-08-870166-0 |
| 9    | 黒神くじらという姉は               | 2011年3月9日   | ISBN 978-4-08-870194-3 |
| 10   | 初めまして                         | 2011年5月7日   | ISBN 978-4-08-870224-7 |
| 11   | 今も昔もそんな君が                 | 2011年8月9日   | ISBN 978-4-08-870274-2 |
| 12   | 第一関門は難易度 B                 | 2011年10月9日  | ISBN 978-4-08-870296-4 |
| 13   | めだ関門                           | 2011年12月7日  | ISBN 978-4-08-870319-0 |
| 14   | 善吉くんと戦う前に                 | 2012年3月7日   | ISBN 978-4-08-870374-9 |
| 15   | 『勝ち』とはなんだ?                | 2012年4月9日   | ISBN 978-4-08-870421-0 |
| 16   | 生きることは劇的だ                 | 2012年7月9日   | ISBN 978-4-08-870467-8 |
| 17   | 箱庭学園第百生徒会執行部           | 2012年9月9日   | ISBN 978-4-08-870501-9 |
| 18   | この戦いが終わったら               | 2012年12月9日  | ISBN 978-4-08-870536-1 |
| 19   | ようこそ不知火の里へ               | 2013年2月9日   | ISBN 978-4-08-870620-7 |
| 20   | 鶴喰梟                             | 2013年4月9日   | ISBN 978-4-08-870650-4 |
| 21   | 私は人間が大好きです               | 2013年6月9日   | ISBN 978-4-08-870685-6 |
| 22   | 黒神めだか健在なり                 | 2013年9月9日   | ISBN 978-4-08-870804-1 |

- 『めだかボックス コンプリートガイドブック めだかブックス』（2013年9月9日、ISBN 978-4-08-870876-8）
『めだかボックス』のガイドブック。連載前に発表された読み切り版「めだかボックス」も収録されている。

#### 大斬 -オオギリ-
担当編集者から与えられたお題をもとに、西尾が短編読み切り用の原作ネーム9本を執筆。それぞれ異なる作家が漫画化する。単行本は2015年4月3日発売（ISBN 978-4-08-880389-0）。
| 掲載順 | タイトル                                                       | お題       | 作画         |
| ------ | -------------------------------------------------------------- | ---------- | ------------ |
| 1      | 娘入り箱                                                       | 段ボール箱 | 暁月あきら   |
| 2      | RKD-EK9                                                        | 天国       | 小畑健       |
| 3      | 「何までなら殺せる?」                                          | 動物       | 池田晃久     |
| 4      | ハンガーストライキ!                                            | ハンガー   | 福島鉄平     |
| 5      | 恋ある道具屋                                                   | 指輪       | 山川あいじ   |
| 6      | オフサイドを教えて                                             | サッカー   | 中山敦支     |
| 7      | どうしても叶えたいたったひとつの願いと割とそうでもない99の願い | 願いごと   | 中村光       |
| 8      | 僕らは雑には学ばない                                           | 汗         | 河下水希     |
| 9      | 友達いない同盟                                                 | 会話劇     | 金田一蓮十郎 |

#### 症年症女
作画は暁月あきらが担当。『ジャンプSQ』2016年2月号 - 2017年5月号、全3巻
| 巻数 | 発売日        | ISBN                   |
| ---- | ------------- | ---------------------- |
| 1    | 2016年6月3日  | ISBN 978-4-08-880710-2 |
| 2    | 2016年11月4日 | ISBN 978-4-08-880816-1 |
| 3    | 2017年5月2日  | ISBN 978-4-08-881082-9 |

#### 青春奇人伝! 240学園
「240学園」という学校を舞台に、西尾維新の作品のキャラクターが生徒や教師として登場する作品。作画は柴もちが担当。西尾は原案を務めるが、単行本収録の漫画「青春ふつう伝！ 14n学園」では原作を担当。『別冊少年マガジン』2017年3月号 - 2018年12月号、全3巻
| 巻数 | 発売日        | ISBN                   |
| ---- | ------------- | ---------------------- |
| 1    | 2017年8月9日  | ISBN 978-4-06-510119-3 |
| 2    | 2018年4月9日  | ISBN 978-4-06-511199-4 |
| 3    | 2018年12月7日 | ISBN 978-4-06-513476-4 |

#### 暗号学園のいろは
作画は岩崎優次が担当。『週刊少年ジャンプ』2022年51号 - 2024年10号、全7巻
| 巻数 | 副題                                           | 発売日        | ISBN                   |
| ---- | ---------------------------------------------- | ------------- | ---------------------- |
| 1    | 「第四次世界大戦は紙と鉛筆でおこなわれる」     | 2023年3月3日  | ISBN 978-4-08-883439-9 |
| 2    | 「戦争は遠くにありて思うもの」                 | 2023年5月2日  | ISBN 978-4-08-883531-0 |
| 3    | 「戦争多くして軍艦金山に登る」                 | 2023年8月4日  | ISBN 978-4-08-883594-5 |
| 4    | 「敵を知り己を暗号化すれば百戦して危うからず」 | 2023年10月4日 | ISBN 978-4-08-883669-0 |
| 5    | 「二兎追う者は一等兵」                         | 2024年1月4日  | ISBN 978-4-08-883795-6 |
| 6    | 「戦闘となるも銃口となるなかれ」               | 2024年3月4日  | ISBN 978-4-08-883846-5 |
| 7    | 「終戦よければすべて読了」                     | 2024年5月2日  | ISBN 978-4-08-884021-5 |

#### 単行本未収録作品（漫画原作）
- 『放課後、七時間目。』（『コミックファウスト』2006年8月号、作画：高河ゆん）
- 『うろおぼえウロボロス!』（『週刊少年ジャンプ』2008年6・7合併号、作画：小畑健）
- 『キミとなでっこ!』（作画：遠山えま）
  - 第1話 - 『アニメ〈物語〉シリーズヒロイン本 其ノ肆 千石撫子』（2014年1月30日、ISBN 978-4-06-218794-7）
  - 第2話 - 『ARIA』2014年8月号
  - 第3話 - アニメ『恋物語（下）』DVD・BD特典小冊子
- 『ある朝起きたら』（『週刊少年ジャンプ』2014年37・38合併号、作画：河田悠冶）
- 『返信願望!』（『週刊少年ジャンプ』2014年37・38合併号、作画：ミヨカワ将）
- 『喜界島れぽーと あにめーしょんこれくしょん』（『めだかボックス』DVD購入者プレミアムイベント配布小冊子）
- 『精密機械とてきとー人間』（『週刊ヤングジャンプ』2016年6月16日号（No.27）、作画：タキザワケイ）
- 『パートスリーズ』（『週刊少年ジャンプ』2018年2・3合併号、作画：河下水希）
つぼみ中学校を舞台にした学園ミステリ。途中に「QUESTION」と題し、読者への挑戦がある。
- 『少年法のコロ』（『ジャンプGIGA』2018 WINTER vol.2、作画：岩崎優次）
- 『くずかごマウンテン』（『少年ジャンプ+』2018年3月3日、作画：岩崎優次）
- 『見え見えのオミット』（『ジャンプGIGA』2019 WINTER vol.2、作画：岩崎優次）
- 『覆面探偵 マスク・ド・ホームズとキス泥棒』（『週刊少年ジャンプ』2019年9月30日号 (No.42)、構成：附田祐斗、作画：佐伯俊）
- 『たびたびデーモンストレーション』（『ジャンプスクエア』2019年12月号、作画：暁月あきら）
- 『まとはずれQ道部』（『ジャンプGIGA』2021 WINTER、作画：岩崎優次）
- 『魔老紳士ビーティー』（『ウルトラジャンプ』2021年11月号・『JOJO magazine』2023 WINTER、原案：荒木飛呂彦、作画：出水ぽすか）
  - 『魔好青年ビーティー』（『JOJO magazine』2024 WINTER、原案：荒木飛呂彦、作画：出水ぽすか）
- 『「剥ぎ屋」のミグルミ』（『ジャンプGIGA』2025 SPRING、作画：岩崎優次）

### 脚本
- 第零話 虚刀・鑢（アニメ『刀語』Blu-ray＆DVD完全生産限定版特典、朗読活劇）
- アニメ『めだかボックス』 第12箱「黒神めだかがいなくても」
- アニメ『グッドルーザー球磨川』 第マイナス12槽「生徒会を死刑執行する」
- アニメ『花物語』アドトラックナレーション（アドトラック）
- 『魔法少女まどか☆マギカ』×『〈物語〉シリーズセカンドシーズン』コラボレーション劇場マナー告知短編映像（『劇場版 魔法少女まどか☆マギカ［新編］ 叛逆の物語』完全生産限定版BD特典）
- 『掟上今日子の備忘録』PV集（アニメ『憑物語』Blu-ray＆DVD収録）

#### キャラクターコメンタリー
各キャラクター自身が本編を見ながら語るオーディオコメンタリー。
- 物語シリーズ
  - アニメ『化物語』キャラクターコメンタリー（アニメ『化物語』Blu-ray＆DVD収録、副音声）
  - アニメ『偽物語』キャラクターコメンタリー（アニメ『偽物語』Blu-ray＆DVD収録、副音声）
  - アニメ『猫物語（黒）』キャラクターコメンタリー（アニメ『猫物語（黒）』Blu-ray＆DVD収録、副音声）
  - アニメ『猫物語（白）』キャラクターコメンタリー（アニメ『猫物語（白）』Blu-ray＆DVD収録、副音声）
  - アニメ『傾物語』キャラクターコメンタリー（アニメ『傾物語』Blu-ray＆DVD収録、副音声）
  - アニメ『囮物語』キャラクターコメンタリー（アニメ『囮物語』Blu-ray＆DVD収録、副音声）
  - アニメ『鬼物語』キャラクターコメンタリー（アニメ『鬼物語』Blu-ray＆DVD収録、副音声）
  - アニメ『恋物語』キャラクターコメンタリー（アニメ『恋物語』Blu-ray＆DVD収録、副音声）
  - アニメ『花物語』キャラクターコメンタリー（アニメ『花物語』Blu-ray＆DVD収録、副音声）
  - アニメ『憑物語』キャラクターコメンタリー（アニメ『憑物語』Blu-ray＆DVD収録、副音声）
  - アニメ『終物語』キャラクターコメンタリー（アニメ『終物語』Blu-ray＆DVD収録、副音声）
  - アニメ『暦物語』キャラクターコメンタリー（アニメ『暦物語』Blu-ray＆DVD収録、副音声）
  - アニメ『傷物語』キャラクターコメンタリー（アニメ『傷物語』Blu-ray＆DVD収録、副音声）
  - アニメ『続・終物語』キャラクターコメンタリー（アニメ『続・終物語』Blu-ray＆DVD収録、副音声）
- アニメ『クビキリサイクル』キャラクターコメンタリー（アニメ『クビキリサイクル』Blu-ray＆DVD収録、副音声）

### 文庫解説
- 清涼院流水『カーニバル 一輪の花』（講談社文庫、2003年1月、ISBN 978-4-06-273642-8）
- 滝本竜彦『ネガティブハッピー・チェーンソーエッヂ』（角川文庫、2004年6月、ISBN 978-4-04-374701-6）
- 森博嗣『φは壊れたね』（講談社文庫、2007年11月、ISBN 978-4-06-275898-7）
- 京極夏彦『邪魅の雫』（講談社文庫、2009年6月、ISBN 978-4-06-276371-4）
- 辻村深月『スロウハイツの神様（下）』（講談社文庫、2010年1月、ISBN 978-4-06-276557-2）
- 海堂尊『ブレイズメス1990』（講談社文庫、2012年5月、ISBN 978-4-06-277247-1）

## 漫画化作品
零崎双識の人間試験
『パンドラ』Vol.2 side-Aより掲載されていたが、『月刊アフタヌーン』（講談社）へ移籍し、2011年11月号から2013年8月号まで連載（全5巻）。作画はシオミヤイルカ。
| 巻数 | 初版発行日付   | ISBN                   |
| ---- | -------------- | ---------------------- |
| 1    | 2011年12月22日 | ISBN 978-4-06-310795-1 |
| 2    | 2012年5月23日  | ISBN 978-4-06-387822-6 |
| 3    | 2012年12月7日  | ISBN 978-4-06-358418-9 |
| 4    | 2013年4月23日  | ISBN 978-4-06-387882-0 |
| 5    | 2013年10月23日 | ISBN 978-4-06-387930-8 |
零崎軋識の人間ノック
『月刊アフタヌーン』2014年10月号から2016年11月号まで連載（全4巻）。作画はチョモラン。
| 巻数 | 初版発行日付   | ISBN                   |
| ---- | -------------- | ---------------------- |
| 1    | 2015年1月23日  | ISBN 978-4-06-388029-8 |
| 2    | 2015年8月21日  | ISBN 978-4-06-388076-2 |
| 3    | 2016年3月23日  | ISBN 978-4-06-388131-8 |
| 4    | 2016年11月22日 | ISBN 978-4-06-388213-1 |
掟上今日子の備忘録
『月刊少年マガジン』2015年9月号から2017年4月号まで第1シーズンが連載。作画は浅見よう。
| 巻数 | 初版発行日付  | ISBN                   |
| ---- | ------------- | ---------------------- |
| 1    | 2015年11月1日 | ISBN 978-4-06-377343-9 |
| 2    | 2016年4月15日 | ISBN 978-4-06-377446-7 |
| 3    | 2016年8月17日 | ISBN 978-4-06-393024-5 |
| 4    | 2017年1月17日 | ISBN 978-4-06-393118-1 |
| 5    | 2017年4月17日 | ISBN 978-4-06-393180-8 |
少女不十分
『週刊ヤングマガジン』2015年53号から2016年39号まで連載（全3巻）。作画ははっとりみつる。
| 巻数 | 初版発行日付  | ISBN                   |
| ---- | ------------- | ---------------------- |
| 1    | 2016年5月6日  | ISBN 978-4-06-382783-5 |
| 2    | 2016年8月5日  | ISBN 978-4-06-382832-0 |
| 3    | 2016年10月6日 | ISBN 978-4-06-382860-3 |
悲鳴伝
『ヤングマガジンサード』2016 Vol.1から2018 Vol.1まで連載（全4巻）。作画は光谷理。
| 巻数 | 初版発行日付   | ISBN                   |
| ---- | -------------- | ---------------------- |
| 1    | 2016年5月6日   | ISBN 978-4-06-382794-1 |
| 2    | 2016年12月20日 | ISBN 978-4-06-382895-5 |
| 3    | 2017年6月20日  | ISBN 978-4-06-382983-9 |
| 4    | 2018年1月19日  | ISBN 978-4-06-510714-0 |
美少年探偵団
『ARIA』2016年6月号から2018年6月号まで連載。休刊後は『少年マガジンエッジ』へ移籍し、2018年11月号から2019年8月号まで連載（全5巻）。作画は小田すずか。
| 巻数 | 初版発行日付 | ISBN                   |
| ---- | ------------ | ---------------------- |
| 1    | 2016年9月7日 | ISBN 978-4-06-380874-2 |
| 2    | 2017年2月7日 | ISBN 978-4-06-380905-3 |
| 3    | 2017年8月7日 | ISBN 978-4-06-380941-1 |
| 4    | 2018年6月7日 | ISBN 978-4-06-511826-9 |
| 5    | 2019年9月6日 | ISBN 978-4-06-517028-1 |
十二大戦
『少年ジャンプ+』2017年9月23日から2018年5月12日まで連載（全4巻）。作画は暁月あきら。
| 巻数 | 初版発行日付  | ISBN                   |
| ---- | ------------- | ---------------------- |
| 1    | 2017年11月2日 | ISBN 978-4-08-881270-0 |
| 2    | 2018年1月4日  | ISBN 978-4-08-881328-8 |
| 3    | 2018年4月4日  | ISBN 978-4-08-881371-4 |
| 4    | 2018年7月4日  | ISBN 978-4-08-881418-6 |
化物語
『週刊少年マガジン』2018年15号から2023年15号まで連載（全22巻）。作画は大暮維人。
| 巻数 | 初版発行日付   | ISBN                                                   |
| ---- | -------------- | ------------------------------------------------------ |
| 1    | 2018年6月15日  | ISBN 978-4-06-511617-3 ISBN 978-4-06-512056-9 (特装版) |
| 2    | 2018年8月17日  | ISBN 978-4-06-512333-1 ISBN 978-4-06-512334-8 (特装版) |
| 3    | 2018年11月16日 | ISBN 978-4-06-513313-2 ISBN 978-4-06-513314-9 (特装版) |
| 4    | 2019年1月17日  | ISBN 978-4-06-513938-7 ISBN 978-4-06-513939-4 (特装版) |
| 5    | 2019年4月17日  | ISBN 978-4-06-514889-1 ISBN 978-4-06-514890-7 (特装版) |
| 6    | 2019年7月17日  | ISBN 978-4-06-515314-7 ISBN 978-4-06-515315-4 (特装版) |
| 7    | 2019年10月17日 | ISBN 978-4-06-517166-0 ISBN 978-4-06-517163-9 (特装版) |
| 8    | 2020年2月17日  | ISBN 978-4-06-518172-0 ISBN 978-4-06-518173-7 (特装版) |
| 9    | 2020年5月15日  | ISBN 978-4-06-518853-8 ISBN 978-4-06-518852-1 (特装版) |
| 10   | 2020年8月17日  | ISBN 978-4-06-520334-7 ISBN 978-4-06-520335-4 (特装版) |
| 11   | 2020年11月17日 | ISBN 978-4-06-521256-1 ISBN 978-4-06-521257-8 (特装版) |
| 12   | 2021年2月17日  | ISBN 978-4-06-522070-2 ISBN 978-4-06-522071-9 (特装版) |
| 13   | 2021年5月17日  | ISBN 978-4-06-523142-5 ISBN 978-4-06-523145-6 (特装版) |
| 14   | 2021年8月17日  | ISBN 978-4-06-524481-4 ISBN 978-4-06-524501-9 (特装版) |
| 15   | 2021年11月17日 | ISBN 978-4-06-526005-0 ISBN 978-4-06-526004-3 (特装版) |
| 16   | 2022年2月17日  | ISBN 978-4-06-526895-7 ISBN 978-4-06-526898-8 (特装版) |
| 17   | 2022年5月17日  | ISBN 978-4-06-527912-0 ISBN 978-4-06-527919-9 (特装版) |
| 18   | 2022年8月17日  | ISBN 978-4-06-528659-3 ISBN 978-4-06-528660-9 (特装版) |
| 19   | 2022年11月17日 | ISBN 978-4-06-529635-6 ISBN 978-4-06-529634-9 (特装版) |
| 20   | 2023年1月17日  | ISBN 978-4-06-530347-4 ISBN 978-4-06-530340-5 (特装版) |
| 21   | 2023年3月16日  | ISBN 978-4-06-530921-6 ISBN 978-4-06-530928-5 (特装版) |
| 22   | 2023年5月17日  | ISBN 978-4-06-531575-0 ISBN 978-4-06-531569-9 (特装版) |
新本格魔法少女りすか
『別冊少年マガジン』にて、2021年5月号から2024年3月号まで連載。作画は絵本奈央。
| 巻数 | 初版発行日付   | ISBN                   |
| ---- | -------------- | ---------------------- |
| 1    | 2021年8月17日  | ISBN 978-4-06-523154-8 |
| 2    | 2021年11月17日 | ISBN 978-4-06-525983-2 |
| 3    | 2022年3月9日   | ISBN 978-4-06-527268-8 |
| 4    | 2022年7月8日   | ISBN 978-4-06-528379-0 |
| 5    | 2023年4月7日   | ISBN 978-4-06-531288-9 |
| 6    | 2023年11月9日  | ISBN 978-4-06-533506-2 |
| 7    | 2024年4月9日   | ISBN 978-4-06-535165-9 |

## 映像化作品

### テレビアニメ
| タイトル                          | 放送日                                                             | 話数 | 監督                        | 制作会社       |
| xxxHOLiC 第17話「ジショウ」       | 2006年7月27日                                                      | 1話  | 水島努                      | Production I.G |
| 化物語                            | 2009年7月3日 - 9月25日 (TV) 2009年11月3日 - 2010年6月26日 (Web)    | 15話 | 新房昭之                    | シャフト       |
| 刀語                              | 2010年1月25日 - 12月10日                                           | 12話 | 元永慶太郎                  | WHITE FOX      |
| 偽物語                            | 2012年1月7日 - 3月17日                                             | 11話 | 新房昭之                    | シャフト       |
| めだかボックス                    | 2012年4月4日 - 6月20日                                             | 12話 | 佐伯昭志                    | ガイナックス   |
| めだかボックス アブノーマル       | 2012年10月10日 - 12月26日                                          | 12話 | 佐伯昭志                    | ガイナックス   |
| 猫物語（黒）                      | 2012年12月31日                                                     | 4話  | 新房昭之（総監督） 板村智幸 | シャフト       |
| 〈物語〉シリーズ セカンドシーズン | 2013年7月6日 - 12月28日 2014年8月16日（花物語）                    | 28話 | 新房昭之（総監督） 板村智幸 | シャフト       |
| 憑物語                            | 2014年12月31日                                                     | 4話  | 新房昭之（総監督） 板村智幸 | シャフト       |
| 終物語                            | 2015年10月4日 - 12月20日（上中巻） 2017年8月12日 - 8月13日（下巻） | 20話 | 新房昭之（総監督） 板村智幸 | シャフト       |
| 十二大戦                          | 2017年10月3日 - 12月19日                                           | 12話 | 細田直人                    | グラフィニカ   |
| 美少年探偵団                      | 2020年4月11日 - 6月27日                                            | 12話 | 新房昭之（総監督） 大谷肇   | シャフト       |

### 劇場版アニメ
- 傷物語〈I 鉄血篇〉（2016年1月8日公開）
- 傷物語〈II 熱血篇〉（2016年8月19日公開）
- 傷物語〈III 冷血篇〉（2017年1月6日公開）

### OVA
- クビキリサイクル 青色サヴァンと戯言遣い（2016年10月26日 - 2017年9月27日）

### Webアニメ
- 暦物語（2016年1月9日 - 3月27日配信）

### テレビドラマ
- 掟上今日子の備忘録（2015年10月 - 12月、日本テレビ系、主演：新垣結衣）[51]

### 舞台
- 十二大戦（2018年）

## 関連書籍
- 『ユリイカ』9月臨時増刊号 総特集 西尾維新（青土社、2004年9月、ISBN 978-4-7917-0124-7）
- 西尾維新クロニクル（宝島社、2006年、ISBN 978-4-7966-5092-2） - 戯言シリーズ完結記念に発行されたファンブック。戯言キャラクター大図鑑・戯言プログラムの進級試験・西尾維新ロングインタビュー・荒木飛呂彦・北山猛邦との対談・四国巡礼の旅・書き下ろし小説『ある果実』（イラスト：日本橋ヨヲコ）などを収録。
- 森博嗣本（2006年、ISBN 4-7966-5143-8） - 森博嗣との対談が載っている。
- MORI LOG ACADEMY 9（2008年、ISBN 978-4-8401-2197-2） - 特別講師として5日間講義している。
- 『ぶらんでぃっしゅ?』（2005年、ISBN 978-4-344-01070-3） - 清涼院流水著。スペシャルゲストとして協力。
- DOG&DOLL（2009年、ISBN 978-4-88745-212-1 / ISBN 978-4-06-276970-9〈文庫版〉） - 森博嗣との音楽をテーマにした対談を収録。
- 西尾維新対談集 本題（2014年、ISBN 978-4-06-219107-4） - 小林賢太郎、荒川弘、羽海野チカ、辻村深月、堀江敏幸との対談を収録。

### 翻訳
- 英語
  - 戯言シリーズ：『クビキリサイクル』、『クビシメロマンチスト』まで
  - その他：『xxxHOLiC』、『DEATH NOTE』
- 中国語（簡体字）
  - 刀語：12巻まで
  - 物語シリーズ：『恋物語』まで
- 中国語（繁体字）
  - 戯言シリーズ：『ネコソギラジカル（下）』まで
  - 零崎シリーズ：『零崎双識の人間試験』、『零崎軋識の人間ノック』
  - JDCトリビュート：『ダブルダウン勘繰郎』
  - りすかシリーズ：2巻まで
  - きみとぼくシリーズ：『きみとぼくの壊れた世界』
  - その他：『xxxHOLiC』、『DEATH NOTE』
  - 刀語：4巻まで
  - 物語シリーズ：『暦物語』まで
- 韓国語
  - 戯言シリーズ：『ネコソギラジカル（下）』まで
  - 零崎シリーズ：『零崎双識の人間試験』、『零崎軋識の人間ノック』、『零崎曲識の人間人間』まで
  - きみとぼくシリーズ：『きみとぼくの壊れた世界』
  - りすかシリーズ：2巻まで
  - 刀語：12巻まで
  - 物語シリーズ：『恋物語』まで
  - その他：『xxxHOLiC』、『DEATH NOTE』
- その他
  - 『DEATH NOTE アナザーノート』のドイツ語版、タイ語版が刊行されている。

## その他関連商品
- 戯言シリーズスクールカレンダー（2004年） / 戯言シリーズスクールカレンダー 2006 - 2007（2006年） - 戯言シリーズの竹のイラストを使用したカレンダー。
- 戯言シリーズコンプリートBOX（2006年、ISBN 4-06-278852-7） - 戯言シリーズ全10冊（辞典含）を収録可能な特製BOX。講談社より発売。戯言Tシャツ（フリーサイズ）、戯言ティッシュ、しおり（プラスチック製全5枚セット）、豆本（書き下ろし小説）、戯言ポストカード（全12枚セット）、零崎人識タトゥーシール、タグ（西尾維新による直筆サイン&シリアルナンバー入り）がオマケでつく。
- 西尾維新スターターパック（2007年10月、ISBN 978-4-06-278853-3） - デビュー5周年記念。戯言シリーズ第1作『クビキリサイクル』、刀語第1話『刀語 第一話 絶刀・鉋』が特製プラスチックしおり（10枚）、スペシャルシールとともに竹描き下ろしイラスト入り特製袋に入れられたスペシャルキット。